# Вера-де-Монкайо
Вера-де-Монкайо (ісп. Vera de Moncayo) — муніципалітет в Іспанії, у складі автономної спільноти Арагон, у провінції Сарагоса. Населення — 419 осіб (2010).
Муніципалітет розташований на відстані близько 230 км на північний схід від Мадрида, 70 км на захід від Сарагоси.
На території муніципалітету розташовані такі населені пункти: (дані про населення за 2010 рік)
- Вера-де-Монкайо: 419 осіб
- Веруела: 0 осіб

## Демографія
Динаміка населення (INE ):